# Crime instantâneo
Crime instantâneo, no contexto jurídico, é aquele em que há consumação imediata, em único instante, ou seja, uma vez encerrado está consumado. A consumação não se prolonga. A afetação ao bem jurídico protegido é instantânea.
Exemplos: CP, Art. 121 - Homicídio (Morte), CP, Art. 157 - Roubo (Subtração), CP, Art. 155 - Furto (Subtração).

## Crime instantâneo de efeito permanente
Consumada a infração em dado momento, os efeitos permanecem, independente da vontade do sujeito ativo.
Exemplo: CP, Art. 121 - Homicídio.
Quando consumado seu efeito é permanente.